# 臺南榮譽國民之家
22°58′44″N 120°13′06″E / 22.978750°N 120.218284°E

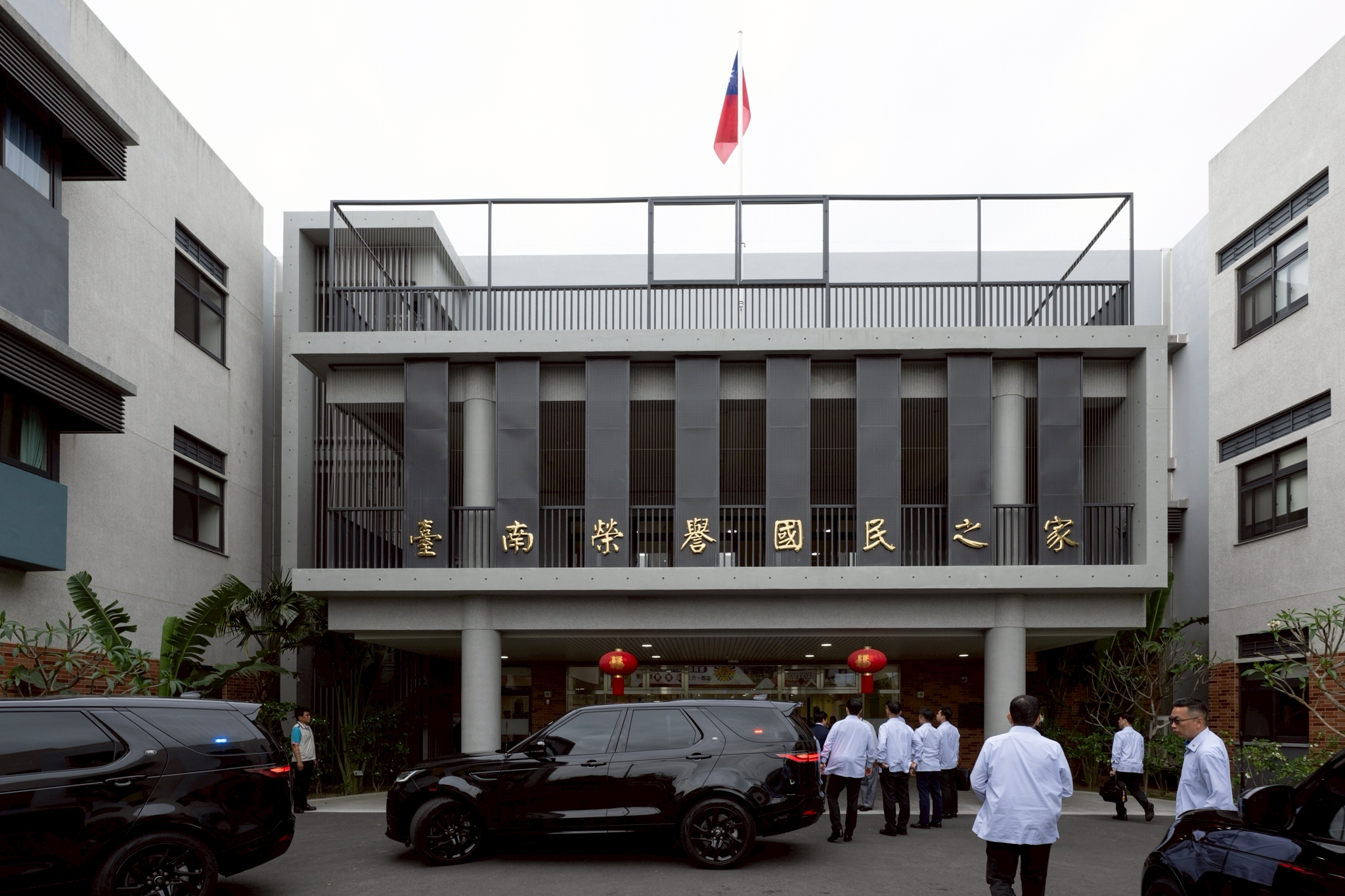
臺南榮譽國民之家

臺南榮譽國民之家（簡稱臺南榮家）原位於臺南市東區，為國軍退除役官兵輔導委員會所屬的榮民安養機構，為台灣最早設立的四處榮民之家之一，2024年初已分遷至鄰近高雄榮民總醫院臺南分院的平實重劃區（日照，養護園區）和網寮北的（安養健康園區）兩處相近地點，前者地址：永康區裕永路555號，後者：永康區忠孝路6號。

## 歷史
- 1952年1月動土興建，占地近六公頃（基地西側在1964年至2002年原為忠孝國中，該校遷建後改為國立臺南大學榮譽校區）。
- 1953年3月「臺南榮譽國民之家」完工落成，隸屬臺灣省政府社會處。
- 1981年7月改隸屬行政院國軍退除役官兵輔導委員會。
- 1991年，臺南榮家安置人數達最高紀錄4,967人，之後逐年減少，現已不到500人[1]。
- 2010年8月2日，台南鐵路地下化工程動土，臺南榮家附近將增設林森車站，退輔會為有效利用土地並配合醫養合一政策，計畫遷建。
- 2016年退輔會與國防部軍備局協調後確定將臺南榮家遷建至高雄榮民總醫院臺南分院的平實重劃區R7基地。另外，原位於大遠百臺南成功店、國立成功大學光復校區旁邊的臺南榮服處則遷建至原陸軍網寮北營區，作為新建的榮民健康服務園區的一部分。
- 2020年5月25日，臺南榮民之家遷建工程動土，預計2024年6月全部搬遷完畢[2]。
- 2024年6月已完成全部搬遷，新址分為平實園區與網寮北園區兩處，7月11日落成啟用。

## 組織架構
- 主任
- 副主任
- 輔導組
- 保健組
- 秘書室
- 人事室
- 主計室
- 工級人員
- 委外照服員
- 委外護理師
- 委外警衛
- 委外廚工
- 委外駕駛
- 委外清潔
- 委外水電
- 替代役男

## 歷任主任
| 任別 | 姓名   | 任期             |
| ---- | ------ | ---------------- |
| 1    | 盧起勛 | 民國 42年4月1日  |
| 2    | 夏世光 | 民國 71年10月1日 |
| 3    | 徐文彧 | 民國 80年1月1日  |
| 4    | 張清昌 | 民國 83年1月1日  |
| 5    | 王延卿 | 民國 86年1月16日 |
| 6    | 梁世銳 | 民國 88年1月16日 |
| 7    | 邵文淼 | 民國 88年7月16日 |
| 8    | 張鼎昌 | 民國 89年7月16日 |
| 9    | 譚銘勤 | 民國 95年8月1日  |
| 10   | 盧文龍 | 民國 96年7月16日 |
| 11   | 朱嘉義 | 民國 98年7月15日 |
| 12   | 范福平 | 民國103年3月3日  |
| 13   | 白永成 | 民國106年1月16日 |

## 外部連結
- 國軍退除役官兵輔導委員會 臺南榮譽國民之家 官方網站 （页面存档备份，存于）